# Tingla
Tingla – gaun wikas samiti we wschodniej części Nepalu w strefie Sagarmatha w dystrykcie Solukhumbu. Według nepalskiego spisu powszechnego z 2001 roku liczył on 829 gospodarstw domowych i 4077 mieszkańców (2146 kobiet i 1931 mężczyzn).